# كوم الدهب البحرية
قرية كوم الدهب هي إحدى القرى التابعة لمركز سيدي سالم في محافظة كفر الشيخ في جمهورية مصر العربية. حسب إحصاءات سنة 2006، بلغ إجمالي السكان في كوم الدهب 13509 نسمة، منهم 6771 رجل و6738 امرأة.

## تاريخ
أنشئت القرية عام 1914 باسم زبيدة، نسبة إلى «محمد زبيدة البراوي» منشئها. وفي عام 1917، صدر قرار بفصلها من الوجهة المالية عن أراضي أبو مندور، وسُميّت باسم زبيدة البحرية، وذلك تمييزاً لها عن قرية زبيدة التابعة لمركز إيتاي البارود. وتم تغيير اسمها لاحقاً لتصبح كوم الدهب البحرية، وهو اسمها اليوم. وكانت تابعة لمركز دسوق حتى عام 1960 عندما صدر قرار بإنشاء مركز سيدي سالم وفصله عن مركز دسوق.